# Tre ragazze in gamba
Tre ragazze in gamba (Three Smart Girls) è un film del 1936 diretto da Henry Koster.

## Trama
Tre sorelle che vivono in Svizzera apprendono che loro padre, divorziato dalla madre, sta per risposarsi con una donna più giovane a New York. Partono subito per gli Stati Uniti per fermarlo; il loro piano prevede che un uomo seduca la fidanzata di suo padre, ma assumono accidentalmente un uomo veramente ricco che finisce per innamorarsi di una delle sorelle.

## Produzione
Il film fu prodotto dall'Universal Pictures.
Il ruolo di Michael Stuart fu dapprima assegnato a Louis Hayward, ma quattro giorni dopo l'inizio delle riprese l'attore si ammalò di pleurite e dovette abbandonare il progetto; fu sostituito da Ray Milland.

## Distribuzione
Distribuito dall'Universal Pictures, uscì nelle sale cinematografiche statunitensi il 20 dicembre 1936.
In Italia fu presentato alla 5ª Mostra internazionale d'arte cinematografica di Venezia il 19 agosto 1937, riscuotendo un'ottima accoglienza da parte del pubblico e della critica. Fu molto apprezzata anche l'edizione italiana, che vedeva tra i doppiatori Rina Morelli, Franca Dominici e Rosetta Calavetta quali doppiatrici delle tre ragazze, e inoltre Olinto Cristina, Giulio Panicali, Paolo Stoppa e Gualtiero De Angelis.

## Critica
(Mario Gromo)

## Riconoscimenti
- 1937 - Premio Oscar
  - Candidatura al Miglior film
  - Candidatura al Miglior soggetto ad Adele Comandini
  - Candidatura al Miglior sonoro a Homer G. Tasker